# Walter Gröbli

Walter Gröbli (ca. 1886)

Walter Gröbli (* 23. September 1852 in Oberuzwil; † 26. Juni 1903 am Piz Blas) war ein Schweizer Mathematiker, der sich mit Hydrodynamik befasste.

## Leben
Gröblis Vater Isaak war Jacquard-Weber und entwickelte eine eigene Webmaschine. Walter Gröbli besuchte die Schule in Oberuzwil, die Industrieschule in Töss und die Kantonsschule am Burggraben in St. Gallen. 1871 bis 1875 studierte er am Polytechnikum Zürich bei dem Physiker Heinrich Friedrich Weber und dem Mathematiker Hermann Amandus Schwarz.  Weber bezeichnete ihn als den besten Studenten, den er je hatte, und weckte Gröblis Interesse für hydrodynamische Probleme. 1875 setzte Gröbli sein Studium in Berlin fort und löste ein von Gustav Robert Kirchhoff gestelltes Preisproblem über Wirbeltheorie. Ausser bei Kirchhoff hörte er bei Hermann von Helmholtz, Ernst Eduard Kummer und Karl Weierstraß. 1876 wurde er an der Universität Göttingen bei Schwarz promoviert (Spezielle Probleme über die Bewegung gradliniger, paralleler Wirbelfäden), und 1877 habilitierte er sich in Zürich und wurde Privatdozent am Polytechnikum und Assistent von Ferdinand Georg Frobenius. Gröbli lehrte bis 1894 vor allem Hydrodynamik am Polytechnikum, war aber hauptberuflich ab 1883 Professor für Mathematik am Gymnasium in Zürich, wo er seine Schüler als hervorragender Kopfrechner beeindruckte. Seine Forschungstätigkeit stellte er zugunsten der Lehrtätigkeit ein, und seine Dissertation blieb seine einzige Veröffentlichung. Sie behandelte in exakter Weise (einer Fragestellung von Helmholtz folgend) die Bewegung von drei Wirbeln, von vier Wirbeln mit einer Symmetrieachse und allgemein von 2-n-Wirbeln mit n Symmetrieachsen.
1896 war er Mitglied des Organisationskomitees des ersten Internationalen Mathematikerkongresses, der 1897 in Zürich stattfand.